# Edward Burns
Edward Burns Jr. (født 29. januar 1968) er en amerikansk filmskuespiller, producer, forfatter og instruktør. Han har bl.a. spillet med i filmen Saving Private Ryan.
Burns begyndte i filmbranchen som assistent på Oliver Stones film om The Doors i starten af 1990'erne. Han fortsatte som assistent på tv-serien Entertainment Tonight, og samtidig hermed i 1993 gennemførte sit eget filmprojekt, som han både finansierede, producerede, instruerede, skrev og spillede i, The Brothers McMullen. Han forærede Robert Redford en kopi heraf i forbindelse med dennes medvirken i Entertainment Tonight, og på den måde kom filmen med i konkurrencen i Sundance Filmfestivalen i 1995, hvor den vandt juryens store pris.
Filmen gav Burns stor opmærksomhed, og han begyndte at få roller i andres film. Men stadig arbejdede han med sine egne film, og han har oprettet et produktionsselskab sammen med sin bror Brian under navnet "Irish Twins".
Edward Burns er gift med fotomodellen Christy Turlington, og parret har to børn.

## Filmografi i uddrag

### Skuespiller
- The Brothers McMullen (1995)
- She's the One (1996)
- Saving Private Ryan (1998)
- No Looking Back (1998)
- 15 Minutes (2001)
- Sidewalks of New York (2001)
- Life or Something Like It (2002)
- Ash Wednesday (2004)
- Confidence (2003)
- Looking for Kitty (2004)
- The Holiday (2006)
- The Groomsmen (2006)
- Med livet som indsats (2012)

### Instruktør og manuskriptforfatter
- The Brothers McMullen (1995)
- She's the One (1996)
- No Looking Back (1998)
- Sidewalks of New York (2001)
- Ash Wednesday (2002)
- Looking for Kitty (2004)
- The Groomsmen (2006)